# Афрички национални савез Зимбабвеа
Афрички национални савез Зимбабвеа (енгл. Zimbabwe African National Union, ZANU) је била герилска организација која се борила против владе Ијана Смита у Родезији од 1964. до 1979. године.
ЗАНУ је основан 1963. године након што се незадовољни део чланства одвојио од покрета Афрички народни савез Зимбабвеа под вођством Џошуе Нкомоа. Чланови ЗАНУ-а такође су формирали војно крило организације: Афричка народноослободилачка војска Зимбабвеа (ЗАНЛА). ЗАНЛА је вршила нападе на Родезију из Мозамбика и Замбије, а ЗИПРА (војно крило ЗАПУ-а) из Замбије и Боцване.
ЗАНУ је водио своје операције против режима у Родезији углавном из суседних земаља. Партија је имала уреде у Лусаки, Дар ес Саламу, Мапуту и Лондону.
ЗАНУ и ЗАНЛА примали су помоћ углавном од Кине и остали социјалистичких земаља, а њихови чланови су одлазили на тренинг у те земље.
Унутар ЗАНУ-а су се 1973. и 1975. догодили расцепи, када је одређен број чланова напуистио партију због одрицања од оружане борбе у борби за ослобођење.
Белачка влада Ијана Смита пристала је на давање власти црначкој већини и 1979. сишла с власти. Родезија је преименована у Зимбабве, а на првим изборима у фебруару 1980. године, ЗАНУ је под вођством Роберта Мугабеа освојио највише посланичких места, 57 од 80. Нкомо се није помирио с губитком и ЗАПУ је покренуо борбу против владе у Харареу.
ЗАНУ и ЗАПУ су се 1987. године ујединили у Афрички национални савез Зимбабвеа – Патриотски фронт, чиме је завршила герилска борба ЗАПУ-а против Мугабеа.